# بول ستيوارت
بول ستيوارت (بالإنجليزية: Paul Stewart)‏ (7 أكتوبر 1964 إنجلترا المملكة المتحدة - ) هو لاعب كرة قدم بريطاني يلعب كمهاجم.

## مسيرته الكروية
لعب بول ستيوارت خلال مسيرته الاحترافية مع 8 أندية في عشرون موسمًا وسجل خلالها 121 هدف ضمن 483 مباراة. حيث فاز في موسم واحد بالكأس ولم يفز بأي دوري.
خاض بول ستيوارت مسيرته مع نادي بلاكبول في موسم 1981–82 ليلعب معه ستة مواسم، مشاركًا في 201 مباراة سجل خلالها 56 هدفًا. ثم انتقل إلى نادي مانشستر سيتي في موسم 1986–87 ولمدة موسمين، حيث شارك في 51 مباراة سجل خلالها 26 هدفًا. لينتقل بعدها إلى نادي توتنهام هوتسبير في موسم 1988–89 ليلعب معه أربعة مواسم، مشاركًا في 131 مباراة سجل خلالها 28 هدفًا. ثم انتقل إلى نادي ليفربول في موسم 1992–93 واستمر معه طيلة ثلاثة مواسم، مشاركًا في 32 مباراة سجل خلالها هدفًا واحدًا. هذا وانتقل لاحقًا إلى نادي كريستال بالاس في موسم 1993–94 لمدة موسم واحد، مشاركًا في 18 مباراة سجل خلالها 3 أهداف. ثم انتقل بعدها إلى نادي بيرنلي في موسم 1994–95 لمدة موسم واحد، مشاركًا في 6 مباريات ولم يسجل أي هدف. ليعود وينتقل من جديد، لكن هذه المرة إلى نادي سندرلاند في موسم 1995–96 ولمدة موسمين، مشاركًا في 36 مباراة سجل خلالها 5 أهداف.

## روابط خارجية
- بول ستيوارت على موقع قاعدة بيانات كرة القدم.إي يو (الإنجليزية)
- بول ستيوارت على موقع ناشيونال فوتبول تيمز (الإنجليزية)
- بول ستيوارت على موقع Soccerbase.com (لاعب) (الإنجليزية)
- بول ستيوارت على موقع عالم كرة القدم.نت (الإنجليزية)